# Vallée de Koidutäht
Koidutäht Vallis
La vallée de Koidutäht (désignation internationale : Koidutäht Vallis) est une vallée située sur Vénus dans le quadrangle d'Hurston. Elle a été nommée en référence au nom estonien de la planète Vénus.